# بيج هاميلتون
بيج هاميلتون (بالإنجليزية: Page Hamilton)‏ هو عازف جاز وعازف قيثارة ومنتج أسطوانات وملحن ومغني أمريكي، ولد في 18 مايو 1960 في بورتلاند في الولايات المتحدة.

## وصلات خارجية
- الموقع الرسمي
- بيج هاميلتون على موقع IMDb (الإنجليزية)
- بيج هاميلتون على موقع ميوزك برينز (الإنجليزية)
- بيج هاميلتون على موقع أول ميوزيك (الإنجليزية)
- بيج هاميلتون على موقع ديسكوغز (الإنجليزية)
- بيج هاميلتون على موقع قاعدة بيانات الفيلم (الإنجليزية)